# 国際連合安全保障理事会決議1926
国際連合安全保障理事会決議1926（こくさいれんごうあんぜんほしょうりじかいけつぎ1926 英: United Nations Security Council Resolution 1926）は、2010年6月2日に国際連合安全保障理事会において全会一致で採択された決議。2010年9月6日付で国際司法裁判所の判事であるトーマス・ビューゲンタールが辞任することに伴うものである。国際連合安全保障理事会は判事を補充するための選挙を2010年9月9日に国際連合安全保障理事会と国際連合総会で実施することを決定した。
判事が辞任する場合には、国際司法裁判所は規約に従って判事を補充するための選挙を執り行わなければならない。トーマス・ビューゲンタールは2000年3月から国際司法裁判所の判事の任に就き、2006年2月に再選後は2015年までの任期となっていた。